# Jewgeni Walentinowitsch Kasperski

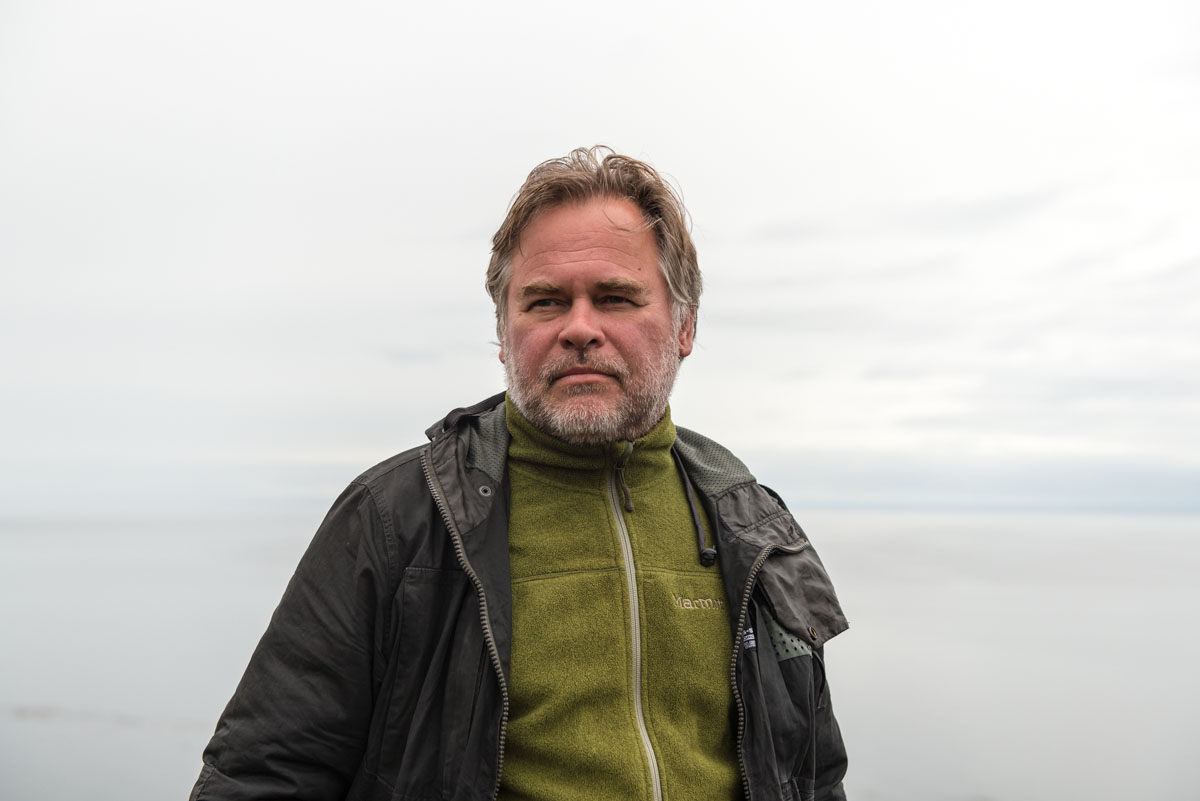
Jewgeni Kasperski (2014)

Jewgeni Walentinowitsch Kasperski (russisch Евгений Валентинович Касперский, wiss. Transliteration Evgenij Valentinovič Kasperskij, international auch unter der englischen Form Eugene Kaspersky bekannt; * 4. Oktober 1965 in Noworossijsk) ist ein russischer Computerviren-Experte. Er leitet das international tätige IT-Sicherheitsunternehmen Kaspersky Lab, das er zusammen mit einigen Mitarbeitern im Jahr 1997 gründete. Zuvor entwickelte er seit Ende der 1980er-Jahre Antiviren-Technologien.

## Ausbildung
Kasperski entwickelte in seiner Jugend ein starkes Interesse an Mathematik. Während er zur Schule ging, nahm er bereits an außerschulischen Kursen in höherer Mathematik und Physik teil, die vom Moskauer Institut für Physik und Technologie organisiert wurden. Nachdem er einen Mathematik-Wettbewerb gewonnen hatte, wurde er eingeladen, sich an einer auf Naturwissenschaften spezialisierten Schule einzuschreiben, dem Kolmogorov Special Educational-Scientific Center der Lomonossow-Universität. Hier studierte er Physik und Mathematik.
Im Jahr 1987 erhielt er in Moskau seinen Abschluss an der  KGB-Hochschule (im Jahr 1992 umbenannt in Institute für Kryptographie, Fernmeldewesen und Informatik der späteren FSB-Akademie), an der er Mathematik, Kryptographie und Computertechnologie studiert hatte. Sein Hauptfach war Technische Mathematik.

## Beruflicher Werdegang
Nach seinem Abschluss arbeitete Kasperski in einem militärischen Forschungsinstitut der Sowjetunion im Bereich Strategische Operationen und Spionage. Dort entdeckte er im Oktober 1989 den Computervirus Cascade  (in Deutschland auch als Herbstlaub-Virus bekannt) auf seinem Rechner. Nachdem er den Virus analysiert hatte, entwickelte Kasperski ein Desinfektionstool dafür. Cascade war das erste Schadprogramm, das in die Antiviren-Datenbank von Kaspersky Lab aufgenommen wurde, die heute weit über 100 Millionen Muster von Schadprogrammen enthält.
1991 bis 1997 arbeitete er am wissenschaftlich-technischen Zentrum KAMI. Dort entwickelte er zusammen mit einer Gruppe Gleichgesinnter das Antivirenprojekt AVP, den Vorläufer des Programms „Kaspersky Anti-Virus“. Jewgeni Kasperski gründete 1997 zusammen mit seiner damaligen Frau Natalja Iwanowna Kasperskaja das Unternehmen Kaspersky Lab, das Antivirensoftware und andere Sicherheitssoftware anbietet. Kaspersky Lab ist heute mit über 30 regionalen und nationalen Büros in fast 200 Ländern tätig.
Jewgeni Kasperski gehört zu den weltweit führenden Spezialisten im Bereich Virenschutz. Er hat eine große Anzahl von Artikeln und Übersichten zu Problemen der Computervirologie veröffentlicht und tritt regelmäßig in Seminaren und Konferenzen in Russland und im Ausland auf. Kasperski ist Mitglied der Organisation der Computervirenforscher CARO.
Bis 2007 war Jewgeni Kasperski Chef des Unternehmens, anschließend wurde er CEO von Kaspersky Lab. Heute konzentriert sich Kasperski auf das Management des Unternehmens und wird in Zukunft die Geschäfte von Kaspersky Lab führen, um später die Geschäftsführung zu übernehmen. Deswegen reist er weltweit, spricht bei Konferenzen und Messen, nimmt an hochrangigen Treffen und Partnerkonferenzen teil und gibt der internationalen Presse Interviews. Wegen seines technischen Wissens, und weil er Mitgründer und CEO des größten privaten IT-Sicherheitsunternehmens ist, gilt Kasperski als gefragter und einflussreicher Sprecher auf einschlägigen Veranstaltungen.
Er ist zudem Mitinhaber mehrerer Patente, inklusive eines für ein beschränkungs- und attributbasiertes Sicherheitssystem, mit dem die Interaktion von Softwarekomponenten kontrolliert wird. Dieses Patent beschreibt das technologische Herzstück eines sicheren Betriebssystems, das das Unternehmen derzeit entwickelt.

## Politische Positionen
Im Oktober 2009 forderte Kasperski eine stärkere Kontrolle des Internets, die seiner Ansicht nach unter anderem durch die Einführung von Internet-Pässen und Internet-Sicherheitsbehörden erreicht werden soll. Er unterstützt Pläne für Internet-IDs für kritische Transaktionen wie Wahlen, Online-Banking, Kommunikation mit Behörden usw. Er sagt dazu: „Ich glaube, dass das World Wide Web in drei Bereiche eingeteilt werden sollte. Eine rote Zone für kritische Prozesse – hier sollte eine Internet-ID Pflicht sein. Dann folgt die gelbe Zone, in der nur minimale Autorisierung nötig ist – etwa ein Altersnachweis für Online-Shops, die Alkohol verkaufen oder nur für Erwachsene zugänglich sein sollten. Und schließlich gibt es noch die grüne Zone: Blogs, soziale Netzwerke, Nachrichtenseiten, Chats… - alles, das unsere Redefreiheit ermöglicht. Hier ist keine Autorisierung nötig.“
Jewgeni Kasperski ist Mitglied des International Advisory Board der International Multilateral Partnership Against Cyber Threats (IMPACT).
Er spricht seit Jahren über seine Besorgnis hinsichtlich möglicher „katastrophaler“ Cyberattacken auf kritische Infrastrukturen. Er unterstützt das Konzept eines Nichtweitergabe-Vertrags für Cyberwaffen, und sieht die Eskalation des Cyberkriegs als „Aufruf zum Handeln“ für die internationale Gemeinschaft.
In Veranstaltungen spricht er regelmäßig über die Gefahren eines Cyberkriegs und die Notwendigkeit, die wachsenden Sicherheitsbedrohungen in internationaler Zusammenarbeit zu bekämpfen. Zudem sieht er die Schulung im Bereich Cyber-Sicherheit als Schlüssel zum Umgang mit den Sicherheitsherausforderungen – Schulung sowohl der Anwender generell, als auch von IT-Security-Mitarbeitern, die oft keine spezielle Ausbildung dafür haben. Darüber hinaus befürwortet er universelle Cybersecurity-Standardisierung und entsprechende Policies sowie die Zusammenarbeit zwischen Regierungen und der Sicherheitsindustrie: „Der private Sektor – vor allem IT- und Sicherheits-Branchen, aber auch bestimmte kritische Industrien, für die IT-Sicherheit schon lange ganz oben auf der Agenda steht – hat viel direkte Erfahrung mit Cyber-Auseinandersetzungen, von der staatliche Organisationen profitieren können, wenn sie darauf Zugriff haben.“
Nach einem Treffen im März 2013 zwischen Jewgeni Kasperski, Ronald Noble (INTERPOL Secretary General) und Noboru Nakatani (INTERPOL Global Complex for Innovation (IGCI) Executive Director), stimmte Kaspersky Lab formell einer Zusammenarbeit mit dem IGCI zu, durch die die Sicherheit des Internets besser geschützt werden soll.
In einem Interview mit dem russischen Medienmagazin Lenta.ru im Herbst 2013 äußerte sich der Unternehmer Kasperski zum Verhältnis seines Unternehmens zur Überwachung des Internets durch Geheimdienste so: „Wir kooperieren nicht nur mit dem FSB (dem russischen Inlandsnachrichtendienst), sondern auch mit den Amerikanern und den Brasilianern und mit einer Reihe von Europäischen Agenturen in Sicherheitsfragen und Cyberkriminalität. Bei uns gibt es eine Expertengruppe, die Codes besser knacken kann als irgendwer sonst auf der Welt, vielleicht nach dem FBI. … Wir haben nicht die Möglichkeit, uns um alle Arten von Detektivarbeit zu kümmern, das ist nicht unser Job. Aber wir geben ihnen die Informationen, mit denen sie weiter Verbrecher fangen können.“ In dem Interview zählt Kasperski auch russische Oppositionelle, soweit sie gegen russische Gesetze verstießen, zu solchen Verbrechern und erwähnt dabei namentlich den russischen Oppositionellen und Internet-Blogger Alexei Nawalny. Weiterhin äußert Kasperski seine Bewunderung für die politischen Systeme in Singapur und China, die besonders effektiv seien, und meint, er könne keinen Unterschied zwischen dem Ein-Parteien-System der Sowjetunion, die er als Kind für ein glückliches und gerechtes Land gehalten habe, und dem „Zwei-Parteien“-System der USA erkennen.

## Privatleben
Er heiratete 1987 seine erste Frau Natalja Iwanowna Kasperskaja. Im Jahr 1989 gebar Natalja Kasperskaja den ersten und im Jahr 1991 ihren zweiten Sohn. Das Ehepaar trennte sich im Jahr 1997 und wurde im Jahr 1998 geschieden. Sie waren jedoch gezwungen, wegen des gemeinsamen rasch wachsenden Unternehmens noch ein paar Jahre die Scheidung zu verheimlichen, um die Mitarbeiter und den Markt nicht zu beunruhigen.
Jewgeni Kasperski lebt relativ zurückgezogen zusammen mit seiner dritten Frau in Moskau und hat drei Kinder. Er selber nutzt kein Smartphone und ist kein Anhänger smarter Technologien.
Im April 2011 wurde Kasperskis 20-jähriger Sohn Iwan entführt. Die Entführer wollten damit drei Millionen Euro erpressen. Bei der Übergabe des Lösegeldes einige Tage später nahe Moskau wurden fünf Verdächtige festgenommen. An der Befreiungsaktion waren der Inlandsgeheimdienst FSB, Polizei-Spezialeinheiten und Kasperskis eigenes Sicherheitspersonal beteiligt. Der Sohn kam wohlbehalten frei. Es wurde kein Lösegeld bezahlt. Der Sohn hatte seine Wohnungsadresse über ein soziales Netzwerk im Internet preisgegeben.
Kasperskis privates Vermögen wurde vom Magazin Forbes Russia 2010 auf 800 Millionen US-Dollar (ca. 549 Millionen Euro) geschätzt. Damit rangiert er auf Platz 125 der reichsten Menschen in Russland. Im März 2022 schätzte Forbes sein Vermögen auf 1 Milliarde Dollar.
In der Öffentlichkeit ist er nicht als Prahler bekannt („Ich besitze eine Firma, eine Wohnung in Moskau und einen BMW. Mehr brauche ich nicht.“). Aber er hat eine Vorliebe für die Formel 1, deren Rennen er regelmäßig besucht. 2010 wurde Kaspersky Lab zum Sponsor des italienischen AF-Corse-Ferrari-Rennteams, und startete ein Jahr später auch ein Sponsoring für das Formel-1-Rennteam Scuderia Ferrari, das bis heute besteht. Im April 2013 unterzeichnete Kaspersky Lab einen Fünf-Jahres-Vertrag mit Ferrari für die Lieferung von Sicherheitsprodukten für alle Computer des Rennstalls.
Jewgeni Kasperski wird von der Presse als charismatischer, fröhlicher Charakter beschrieben.
Kasperski bloggt nicht nur über Sicherheitsthemen, sondern auch regelmäßig über die von ihm besuchten Länder und Orte. Er besucht gerne exotische Gegenden; so zählt die vulkanische Kamtschatka-Halbinsel im östlichen Russland, die er schon mehrfach bereist hat, zu seinen Favoriten.

## Trivia
Kasperskis Büro liegt direkt neben dem der Top-Experten des Unternehmens – den Mitgliedern des Global Research and Analysis Team (GReAT), und nur einige Meter vom Kontrollzentrum, dem „Virus Lab“. Auf demselben Stockwerk befinden sich auch die Büros der wichtigsten Entwickler und Virenanalysten. Kasperski sieht sich nach wie vor als technischer Spezialist, der sich unter Technikern wohlfühlt und deren Arbeit versteht.
Der Journalist Noah Shachtman behauptete in einem im Jahr 2012 erschienenen Artikel auf Wired, dass Jewgeni Kasperski Verbindungen zum Kreml habe. Kasperski dementiert solche Behauptungen.

## Auszeichnungen
Im Jahr 2012 wurde Kasperski von der Plymouth University die Ehrendoktorwürde im Bereich Wissenschaft verliehen. Im selben Jahr führte ihn das Magazin CRN unter den „Top-25 Innovators of the Year“.
Weitere wichtige Auszeichnungen:
- Top-100 Global Thinker, Foreign Policy Magazine – 2012[33]
- Technology Hero of the Year, V3 – 2012[34]
- Top-100 Executive in the IT Channel, CRN – 2012[35]
- World’s Most Powerful Security Exec, SYS-CON Media – 2011[36]
- Business Person of the Year, American Chamber of Commerce in Russia – 2011[37]
- Outstanding Contribution to Business Award, CEO Middle East – 2011[38]
- CEO of the Year, SC Magazine Europe – 2010[39]
- Lifetime Achievement Award, Virus Bulletin – 2010[39]
- Strategic Brand Leadership Award, World Brand Congress – 2010[40]
- Runet Prize (Beitrag zum Russisch-sprachigen Internet) der Russian Federal Agency for the Press and Mass Communications – 2010[41]

## Werke
- Malware: Von Viren, Würmern, Hackern und Trojanern und wie man sich vor ihnen schützt. Hanser Verlag, München 2008, ISBN 3-446-41500-9.